# Aristonicé
Aristonicé ou Aristoniké (en grec ancien : Ἀριστονίκη / Aristoníkê) est pythie de Delphes à l'époque des guerres médiques, dans les années 480 av. J.-C.
Une quarantaine d'années après les faits, Hérodote la mentionne au livre VII de ses Histoires. Il rapporte la venue de théores athéniens à Delphes, afin de savoir quoi faire pour contrer l'empereur perse Xerxès le Grand. Dans un premier oracle, Aristonicé leur dit de fuir la cité. Voyant leur peine, le citoyen delphien Timon leur dit d'y retourner avec un rameau d'olivier : Aristonicé leur dit que Zeus permet à Athéna d'édifier une « muraille de bois », que le stratège athénien Thémistocle interprète comme une flotte afin de se préparer à une bataille navale.

## Oracles pour Athènes

### Premier oracle
Hérodote raconte que l'empereur perse Xerxès le Grand veut se venger des Grecs ayant tenu tête à son père, Darius le Grand, durant la première guerre médique. Il marche vers Athènes avec une armée très importante. Les Athéniens envoient des théores à Delphes, afin de recevoir un oracle du dieu Apollon. Aristonicé leur répond en vers d'abandonner la cité et de fuir, car elle va être détruite avec tout ce qui s'y trouve.

### Second oracle
Timon, fils d'Androbule, un citoyen delphien distingué, dit aux théores affligés de retourner voir Aristonicé avec des rameaux d'olivier. Les théores demandent une réponse plus heureuse. Alors elle leur répond une seconde fois que les prières de Pallas Athéna n'intéressent pas Zeus, le roi des dieux. Toutefois, elle leur dit que Zeus, alors que tout semble perdu, accordera à Athéna « une muraille de bois qui seule ne pourra être prise ni détruite ; vous y trouverez votre salut, vous et vos enfants. » Elle termine par un oracle sur Salamine.

#### Débat à Athènes
Les théores furent soulagés de cette réponse, qu'il écrivent et présentèrent au peuple athénien. Hérodote rapporte les deux opinions les plus contradictoires : les plus âgés pensent qu'Athènes échapperait aux Perses car elle était fortifiée d'une palissade, qu'ils assimilaient à la muraille de bois de l'oracle. Au contraire, d'autres pensaient que cela désignait une flotte qu'il fallait immédiatement construire. Cependant, les vers sur Salamine restaient embarrassants. Thémistocle, fils de Néoclès, estima que l'oracle ne concernait pas les Grecs mais les Perses, et qu'il fallait se préparer à une bataille navale.